# Diecezja Kisii
Diecezja Kisii (łac. Dioecesis Kisiiana) – diecezja rzymskokatolicka w Kenii. Powstała w 1960.

## Biskupi diecezjalni
- Bp Joseph Mairura Okemwa (od 1994)
- Bp Tiberius Charles Mugendi (1969– 1993)
- kard. Maurice Michael Otunga (1960 – 1969)